# Блохина, Клавдия Ефимовна
Кла́вдия Ефи́мовна Блохина́ (21 декабря 1934, Новодугинский район, Западная область — 22 сентября 2023, Москва) — советская и российская актриса театра, кино. Заслуженная артистка РСФСР (1974).

## Биография
Родилась на территории нынешней Смоленской области; до войны жила с бабушкой в Григорьевском (родители умерли рано); с началом войны была эвакуирована в Пензенскую область.
Окончила Театральное училище им. Б. В. Щукина и в 1955 году была приглашена в труппу Государственного академического Малого театра.
На старейшей русской драматической сцене артистка исполнила ряд ролей русского и зарубежного, современного и классического репертуара. Среди крупных творческих удач Клавдии Блохиной — Анютка («Власть тьмы» Л. Н. Толстого), Саша («Село Степанчиково» Ф. М. Достоевского), Лиза («Горе от ума» А. С. Грибоедова), миссис Грэхем («Веер леди Уиндермиер» О.Уайльда), Оля («Светит, да не греет» А. Н. Островского), Эмилия Седли («Ярмарка тщеславия» У.Теккерея), Фенечка («Отцы и дети» И. С. Тургенева), Евпраксеюшка («Господа Головлёвы» М. Е. Салтыкова-Щедрина), Аполлинария Антоновна («Красавец-мужчина» А. Н. Островского) и многие другие. Каждая из этих ролей, в которых проявились сценическое обаяние, яркий темперамент и фантазия артистки, привлекала заинтересованное внимание зрителей, коллег и критики.
Также К. Е. Блохина раскрывала своё дарование в характерных ролях — таких, как Еремеевна («Недоросль» Д. И. Фонвизина), Мигачёва («Не было ни гроша, да вдруг алтын» А. Н. Островского), Фоминишна («Свои люди — сочтёмся!» А. Н. Островского) и Бабариха («Сказка о царе Салтане» А. С. Пушкина) и делала это с присущим ей замечательным чувством комического и редким умением несколькими яркими и сочными красками создать правдивый и убедительный образ. Клавдия Ефимовна была занята также в спектакле «Ревизор», где ей была отведена роль жены Хлопова (режиссёр Юрий Соломин).
Снималась в кино.
Скончалась 19 сентября 2023 года. Прощание с актрисой состоялось 26 сентября в Щепкинском фойе Малого театра. Похоронена на Востряковском кладбище.

## Театральные работы
- мальчишка («Иван Грозный» А. Н. Толстого)
- 09.06.1955 (ввод) — колхозница («Крылья» А. Е. Корнейчука)
- 14.06.1955 (ввод) — паж («Стакан воды» Э. Скриба)
- 12.10.1955 (ввод) — Лида («Крылья» А. Е. Корнейчука
- 22.10.1955 (ввод) — девочка («Опасный спутник» А. Д. Салынского)
- 30.12.1955 (премьера) — сын Макдуфа («Макбет» У. Шекспира)
- 05.01.1956 (ввод) — гостья на балу («Горе от ума» А. С. Грибоедова)
- 30.05.1956 (ввод) — подруга продавщицы («Иван Рыбаков» В. М. Гусева)
- 1956 (ввод) — девочка в суде («Живой труп» Л. Н. Толстого)
- 1956 (ввод) — гостья на балу у Стесселя («Порт-Артур» А. Н. Степанова. И. Ф. Попова)
- 04.12.1956 (премьера) — Анютка («Власть тьмы» Л. Н. Толстого)
- 06.02.1957 (ввод) — Изабелла Совэн («Ночной переполох» М. Соважона)
- 23.04.1957 (премьера) — Саша («Село Степанчиково и его обитатели» Ф. М. Достоевского)
- 27.10.1957 (премьера) — Девка на выданьи («Вечный источник» Д. Зорина)
- 28.09.1958 (ввод) — Ольга («Деньги» А. В. Софронова)
- 05.11.1958 (премьера) — Светлана («Веселка» Н. Зарудного)
- 18.02.1959 (премьера) — молодая мисс («Веер леди Уиндермиер» О. Уайльда)
- 21.06.1959 (ввод) — Ольга («Почему улыбались звезды» А. Е. Корнейчука)
- 11.11.1959 (ввод) — молодая леди (дочь) («Ярмарка тщеславия» по роману У. Теккерея)
- 05.12.1959 (ввод) — продавщица («Иван Рыбаков» В. М. Гусева)
- 23.02.1960 (премьера) — Надя («Песня о ветре» А. Вейцлера, А. Мишарина)
- 04.03.1960 (премьера) — Валя («Осенние зори» В. Блинова)
- 15.05.1960 (премьера) — Лиза («Неравный бой» В. С. Розова)
- 10.07.1961 (ввод) — комсомолка («Любовь Яровая» К. А. Тренева)
- 09.09.1961 (премьера) — Лида («Крылья» А. Е. Корнейчука)
- 26.10.1961 (премьера) — Василиска («Весенний гром» Д. Зорина)
- 12.04.1962 (ввод) — Джорджи («Ярмарка тщеславия» по роману У. Теккерея)
- 04.10.1962 (ввод) — Даша («Коллеги» В. Аксенова, Ю. Стабового)
- 24.01.1963 (премьера) — Лизанька («Горе от ума» А. С. Грибоедова)
- 22.04.1963 (ввод) — медсестра («Палата» С. И. Алешина)
- Миссис Грехем («Веер леди Уиндермиер» О. Уайльда)
- 04.05.1963 (ввод) — Верочка («Перед ужином» В. С. Розова)
- 17.06.1963 (премьера) — Туся Большакова («Нас где-то ждут» А. Арбузова)
- 16.05.1964 (премьера) — Оля («Светит, да не греет» А. Н. Островского, Н. Я. Соловьева)
- 03.06.1964 (ввод) — гостья «Иванов» А. П. Чехова)
- 14.03.1965 (ввод) — Иринка («Перед ужином» В. С. Розова)
- 05.04.1966 (премьера) — Альфия («Белые облака» В. Блинова)
- 03.01.1967 (ввод) — официантка Галя «Сын» А. В. Софронова)
- 06.01.1967 (премьера) — Марселла («Дипломат» С. И. Алешина)
- 12.09.1967 (ввод) — Эмилия Седли («Ярмарка тщеславия» по роману У. Теккерея)
- 18.02.1969 (премьера) — Мария («Золотое руно» А. Гуляшки)
- 22.04.1970 (премьера) — секретарь В. И. Ленина («Признание» С. Дангулова)
- 24.03.1971 (премьера) — Калмыкова («Достигаев и другие» М. Горького)
- 02.11.1971 (ввод) — Фенечка («Отцы и дети» И. С. Тургенева)
- 21.05.1972 (премьера) — Дуня («Фальшивая монета» М. Горького)
- 17.04.1976 (премьера) — Евпраксеюшка («Господа Головлевы» по роману М. Е. Салтыкова-Щедрина)
- 14.04.1978 (ввод) — Катерина («Беседы при ясной луне» В. М. Шукшина)
- 25.03.1979 (ввод) — Дунька («Любовь Яровая» К. А. Тренева)
- 29.12.1979 (премьера) — Аполлинария Антоновна («Красавец-мужчина» А. Н. Островского)
- 09.10.1982 (ввод) — Жена унтер-офицера («Ревизор» Н. В. Гоголя)
- 29.05.1988 (ввод) — Еремеевна («Недоросль» Д. И. Фонвизина)
- 13.03.1996 (ввод) — Мигачева («Не было ни гроша да вдруг алтын» А. Н. Островского)
- 15.01.1999 (ввод) — Сторожиха («Воскресение» Л. Н. Толстого)
- 27.01.1999 (ввод) — Фоминишна («Свои люди — сочтемся» А. Н. Островского)
- 06.06.1999 (премьера) — Бабариха («Сказка о царе Салтане» А. С. Пушкина)
- 06.10.2006 (премьера) — Жена Хлопова («Ревизор» Н. В. Гоголя)

## Фильмография
- 1956 — «Секрет красоты» — Надя Сомова, парикмахер-ученица
- 1958 — «Дорогой мой человек» — Аня (девочка, побывавшая в немецком плену)
- 1959 — «Сверстницы» — Оля Аксёнова, студентка театрального училища
- 1960 — «Три рассказа Чехова» (новелла «Анюта») — Анюта (главная роль)

## Награды
- Заслуженная артистка РСФСР (4 ноября 1974 года)
- Орден Дружбы (25 октября 1999 года) — за большой вклад в развитие отечественной театральной культуры и в связи со 175-летием Государственного академического Малого театра России[6]
- Орден Почёта (6 июля 2006 года) — за заслуги в области культуры и искусства и многолетнюю плодотворную работу[7]